# Cayaponia granatensis
Cayaponia granatensis är en gurkväxtart som beskrevs av Célestin Alfred Cogniaux. Cayaponia granatensis ingår i släktet Cayaponia och familjen gurkväxter. Inga underarter finns listade i Catalogue of Life.